# Acordo de Nairobi de 1999
O Acordo de Nairobi de 1999 foi um acordo assinado pelos presidentes Yoweri Museveni do Uganda e Omar al-Bashir do Sudão em Nairobi, Quênia, em 8 de Dezembro de 1999. A intenção declarada do acordo era "fornecer o impulso crítico para a resolução do conflito no norte do Uganda."  O acordo foi intermediado pelo ex-presidente dos Estados Unidos Jimmy Carter.

## Condições
Representantes do Governo do Uganda e do Governo do Sudão reuniram-se no Carter Center em Atlanta, de 17 a 19 de Julho, para avaliar o progresso na implementação do Acordo de Nairobi de Dezembro de 1999, que apela ao restabelecimento das relações diplomáticas entre os seus dois países.
Os governos do Uganda e do Sudão concordaram em respeitar a integridade territorial um do outro, renunciar ao uso da força na resolução de diferenças, devolver prisioneiros de guerra dos respectivos países e, em geral, trabalhar para desarmar grupos rebeldes dentro do seu próprio território e rejeitar apoio a grupos rebeldes que operam no território um do outro. Quando o Acordo de Nairobi foi assinado, havia uma expectativa real de que a iniciativa proporcionaria o impulso decisivo para a resolução do conflito no norte do Uganda.